# 朱丽安娜女王大桥
朱麗安娜女王大橋（荷蘭語：Koningin Julianabrug）是一座橫跨聖安娜灣的四車道公路橋，位於荷蘭王國在加勒比海的属地庫拉索首府威廉斯塔德。這座橋得名于当时在位的朱麗安娜女王。這座橋的設計主要是為了減輕愛瑪王后橋的交通负担。因此该桥梁通车後，愛瑪王后橋也禁止了一切機動車輛的通行。
朱麗安娜女王大橋高56.4公尺，是库拉索島第一座跨海公路大桥，也是加勒比海地區最高的橋樑。除大型遊輪外，幾乎所有大型遠洋船舶均可通行。由於風力和結構靈活性因素，仅有机动车可以通行，而行人和自行車则禁止通行。

## 历史
聖安娜灣是库拉索島上的一个海湾，它将庫拉索首府威廉斯塔德分割为旧城蓬塔、新城奥塔蓬塔两部分:1256，往来海湾两岸的民众须搭乘小型渡輪。1888年，浮桥愛瑪王后橋落成，此后80多年便成为圣安娜湾上唯一的桥梁，但其浮桥的构造不利于机动车的通行。随着壳牌石油库拉索炼油厂的落成带来的经济繁荣，威廉斯塔德市区的交通也日趋壅塞，1929年，荷兰殖民政府、在地工商會开始與讨论在圣安娜灣两岸建造固定式桥梁的可能性，进入1940年代，又有工程师提出了不同的桥梁建造專案，甚至有工程师主张在圣安娜灣下方建造隧道。
朱丽安娜女王大桥建設準備工作於1961年開始。大橋建設工程於1967年開始，斥资约2,500万美元，动工当年的11月6日，正在施工中的大桥发生坍塌事故。15名工人在这场灾难中丧生。1969年6月，代爾夫特理工大學的澤伊特霍夫（Zuithoff）教授在一份報告中將其坍塌原因歸咎於錨桿斷裂，這是由於焊接過程中錨桿品質下降造成的。1969年5月，橋樑恢復施工，並最终於1972年6月27日竣工。建筑团队在随后的两年內完善了桥梁相应的基础设施，该桥梁也於1974年4月30日朱麗安娜女王65岁生日当天正式举行通车仪式，投入使用。为了纪念因坍塌事故丧命的工人，建筑团队还在桥头修建了一座纪念碑。

## 外部連結
- Structurae数据库中朱麗安娜女王大橋的数据